# 八幡町 (草加市)
八幡町（やはたちょう）は、埼玉県草加市の町名。郵便番号は340-0006。

## 地理
草加市北東部の沖積平野に位置する。越谷市と接する。西側を綾瀬川が流れる。また北部から東部にかけての屈曲した境界線上には古綾瀬川が流れる。地内は主に住宅地となっている。

## 沿革
もとは江戸期より存在した武蔵国足立郡谷古田領に属する槐戸（さいかちど）村であった。
- はじめは幕府領、以降変遷なし[4]。なお、検地は1768年（元禄8年）に実施。
- 元禄年間（1688年〜1704年）に綾瀬川に捷水路が開削され、元に流れは古綾瀬川となる。
- 幕末の時点では足立郡に属し、明治初年の『旧高旧領取調帳』の記載によると、幕府領（代官・佐々井半十郎支配所）[5]。
- 1868年（慶応4年）6月19日 - 幕府領が武蔵知県事・山田政則（忍藩士）の管轄となる。
- 1869年（明治2年） 
  - 1月13日 - 武蔵知県事・宮原忠英の管轄区域に大宮県を設置。県庁は東京府馬喰町に置かれる。
  - 9月29日 - 県庁が浦和に置かれ浦和県に改称。
- 1871年（明治4年）11月13日 - 第1次府県統合により埼玉県の管轄となる。
- 1879年（明治12年）3月17日 - 郡区町村編制法により成立した北足立郡に属す。郡役所は浦和宿に設置。
- 1889年（明治22年）4月1日 - 町村制施行により、槐戸村、九左衛門新田、長右衛門新田、清右衛門新田、新兵衛新田、金右衛門新田、篠葉村、東中曽根村、善兵衛新田が合併し北足立郡新田村が成立。槐戸村は新田村の大字槐戸となる。
- 1955年（昭和30年）1月1日 - 草加町、谷塚町、新田村が合併し草加町となり、草加町の大字となる。
- 1958年（昭和33年）11月1日 - 市制が施行され、同時に草加町大字槐戸から八幡町[4]に町名変更。
- 1992年（平成4年）11月27日 - 地内に東京外環自動車道が建設され、開通する。前日には国道298号も開通。

## 世帯数と人口
2017年（平成29年）10月1日現在の世帯数と人口は以下の通りである。
| 町丁   | 世帯数    | 人口    |
| ------ | --------- | ------- |
| 八幡町 | 4,068世帯 | 9,091人 |

## 小・中学校の学区
市立小・中学校に通う場合、学区は以下の通りとなる。
| 番地       | 小学校               | 中学校             |
| ---------- | -------------------- | ------------------ |
| 1〜368番地 | 草加市立八幡小学校   | 草加市立川柳中学校 |
| その他     | 草加市立八幡北小学校 | 草加市立青柳中学校 |

## 交通

### 鉄道
地区内に鉄道は敷設されていない。東武伊勢崎線（東武スカイツリーライン）新田駅が最寄り駅となっている。

### 道路
- 東京外環自動車道
- 国道298号
- 埼玉県道115号越谷八潮線（草加産業道路）
- そうか公園通り
  - 槐戸橋[7] - 親柱にカブトムシのオブジェが設置されている。
- 越戸橋通り - 南東端でかすめる

## 施設
- 草加市立八幡北小学校
- 草加市立八幡小学校
- 草加市立やはた保育園
- 草加にじいろ保育園
- 草加市八幡コミュニティセンター
- さいたま地方法務局草加出張所
- 八幡町会館
- 埼玉県信用金庫北草加支店
- 城北信用金庫草加新田支店
- 草加八幡郵便局
- 槐戸八幡神社
- 観音寺跡 - 観正院墓地がある。
  - 八幡町集会所

## 公園
- 八幡中公園
- 八幡西公園
- 八幡第1公園
- 八幡第2公園
- 八幡第4公園
- 八幡第5公園
- 八幡町ふれあい広場